# 森元一気
森元 一気（もりもと いっき、2002年10月22日 - ）は、ジャパンラグビーリーグワンの狭山セコムラガッツに所属しているラグビーユニオン選手。

## 略歴
尾道高等学校（広島県尾道市）から帝京大学へ進学。
高2の時に、U17中国地区として全国高等学校合同チームラグビーフットボール大会（KOBELCO CUP）に出場。
大学3年時に、関東大学春季大会で ナンバー8の控えとして、帝京大学ラグビー部公式戦デビュー。2025年1月、第61回全国大学ラグビーフットボール選手権大会の決勝で先発7番フランカーで出場し、4連覇を果たした。
大学4年時の2025年2月、ジャパンラグビーリーグワンの狭山セコムラガッツに、アーリーエントリーで加入したことを発表した。同年3月、帝京大学卒業。